# Jiszi
Jiszi (hebr. ישעי; oficjalna pisownia w ang. Yish'i) – moszaw położony w Samorządzie Regionu Matte Jehuda, w Dystrykcie Jerozolimy, w Izraelu.

## Położenie
Leży w górach Judei.

## Historia
Moszaw został założony w 1950 przez imigrantów z Jemenu.

## Gospodarka
Gospodarka moszawu opiera się na rolnictwie ekologicznym i hodowli awokado.